# 17879 Robutel
17879 Robutel (1999 BA14) là một tiểu hành tinh vành đai chính được phát hiện ngày 22 tháng 1 năm 1999 bởi Khảo sát tiểu hành tinh OCA-DLR ở Caussols.